# Kaukasus-Naturreservat

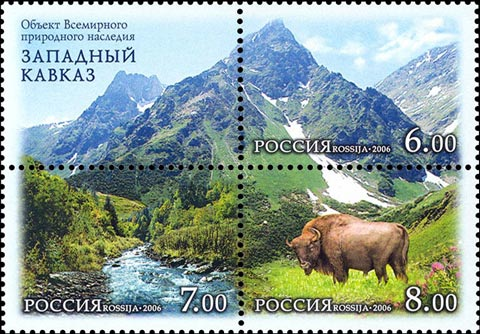
Briefmarke mit Wisent im Westkaukasus

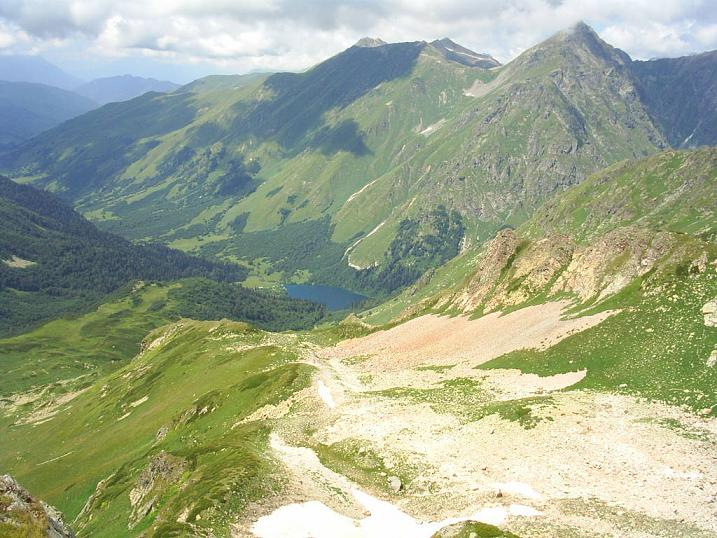
Blick auf den Kardiwach-See

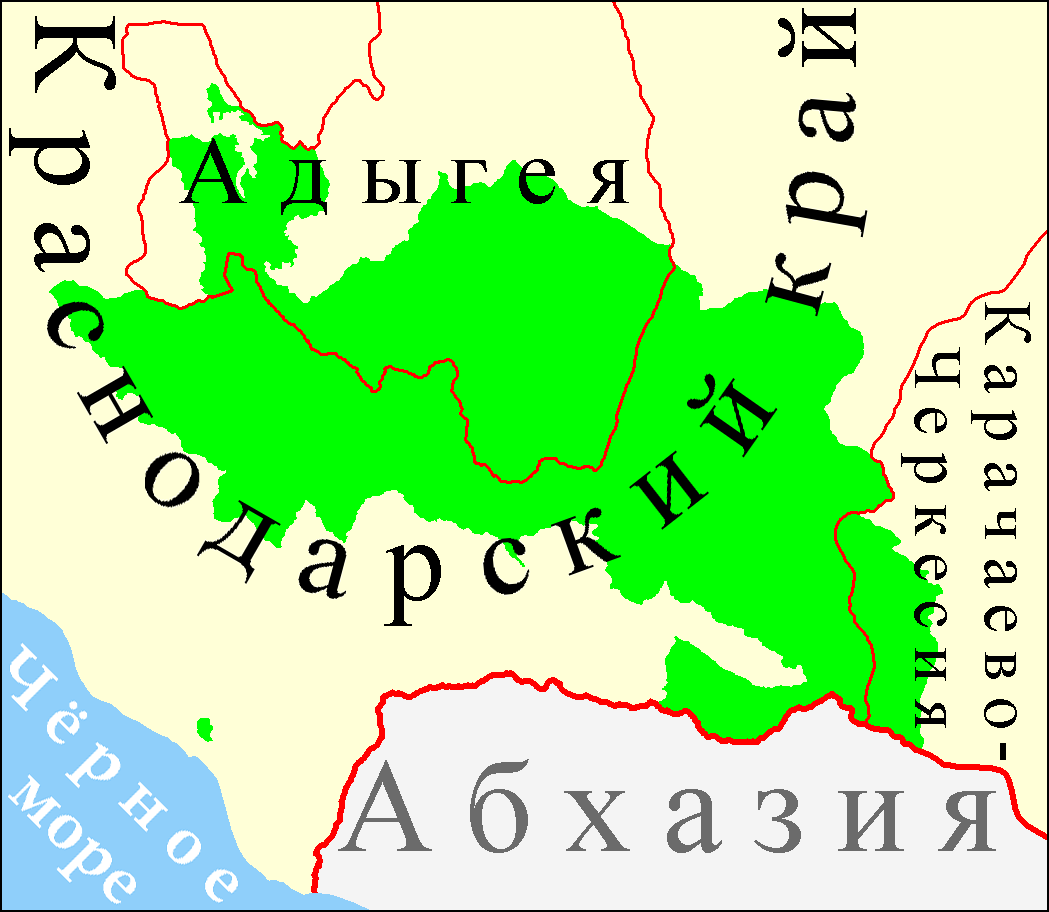
Lage im Westkaukasus

Das Kaukasus-Naturreservat (russisch Кавка́зский запове́дник/Kawkasski sapowednik) ist ein Naturschutzgebiet im Nordwesten des Kaukasus nordöstlich der Stadt Sotschi (Russland). Das Schutzgebiet umfasst eine Gesamtfläche von 2.633 Quadratkilometern und beherbergt dank seiner vielfältigen Lebensräume eine große Anzahl verschiedener Tier- und Pflanzenarten. Die höchsten Berge des Reservates sind der Tschugusch (3240 m) und der Smidowitsch (3360 m). Im Südwesten grenzt der 1.937 Quadratkilometer große Sotschier Nationalpark an das Reservat.

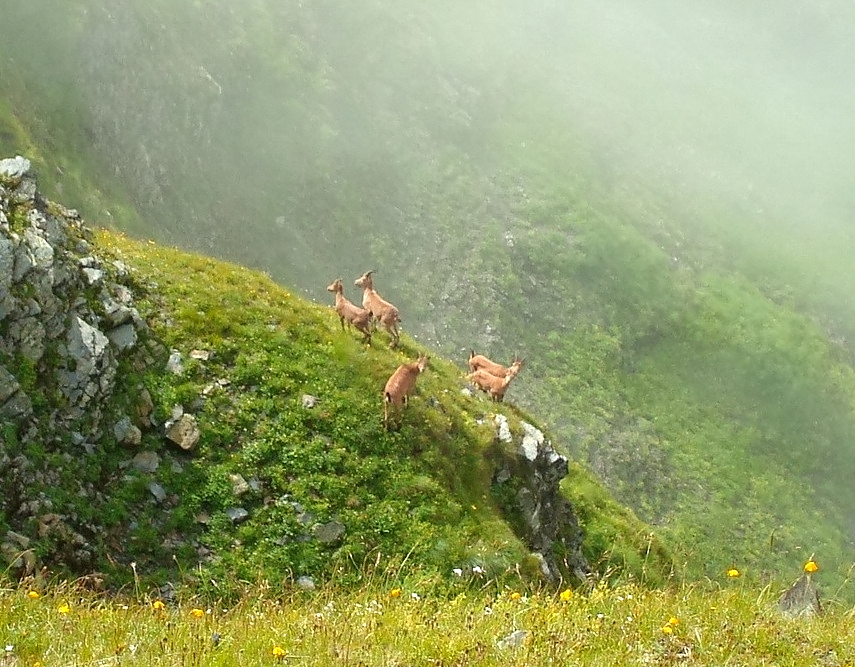
Westkaukasische Steinböcke

Die Vegetation reicht von subtropischen Wäldern bis zu hochalpinen Landschaften. Zu den großen Säugern des Reservats zählt der wieder eingeführte Wisent. Weitere auffällige Arten sind Maral-Rothirsch, Reh, Gämse, Westkaukasischer Steinbock, Wildschwein, Braunbär, Wolf und Luchs. Knapp 200 Vogelarten kommen im Reservat vor. Darunter sind Gänsegeier, Kaukasus-Birkhuhn und Kaukasuskönigshuhn besonders auffällig. Die für Europa einmalige Vielfalt an Großtieren ist durch Wilderei bedroht. So sank der Bestand an Gämsen und Steinböcken in den 1990er Jahren durch illegale Jagd um 50 % beziehungsweise 60 %. Die Zahl der Wisente der Hochlandlinie fiel von 368 Tieren im Jahr 1993 auf zeitweise nur noch 66 Exemplare. Bis 2008 hatte sich die Wisent-Population wieder auf etwa 400 Tiere vergrößert. Ein Projekt, das vom WWF und der Russischen Regierung durchgeführt wird, verfolgt die Wiedereinführung des Leoparden im westlichen Kaukasus, der nur noch im Ostkaukasus vereinzelt vorkommt. Dazu wurden Persische Leoparden aus Turkmenistan in große Freigehege im Kaukasus gebracht. Ihre Nachkommen sollen dort ausgewildert werden.
Die Verwaltung des Naturschutzgebietes befindet sich im Stadtteil Adler von Sotschi, wo die Olympischen Winterspiele 2014 stattfanden. Die Grenze des Gebietes verläuft unweit des Wintersportortes Krasnaja Poljana, um den viele der Wettkampfstätten errichtet wurden. Naturschützer warnten vor negativen Auswirkungen auf den Zustand des Naturschutzgebietes durch die Spiele und die Art und Weise der damit verbundenen weiteren Entwicklung des Tourismus.